# The Hague Group
De The Hague Group is een groep van landen die zich in 2025 verenigd hebben om gecoördineerde wettige en diplomatieke maatregelen te treffen tegen wat zij zien als grove schendingen van het internationaal recht door de staat Israël in de bezette Palestijnse gebieden.

## Geschiedenis
De groep werd opgericht op 31 januari 2025 in Den Haag, de stad waar zich het Internationaal Gerechtshof bevindt in het Vredespaleis. Het initiatief kwam van acht landen: Bolivia, Colombia, Cuba, Honduras, Maleisië, Namibië, Senegal en Zuid-Afrika, bijeengeroepen door Progressive International. De vorming van The Hague Group ontving wijdverspreide media-aandacht.
Op 15 en 16 juli 2025 vond er in de Colombiaanse hoofdstad Bogota, op het Ministerie van Buitenlandse zaken, een ministeriële nood-bijeenkomst plaats voor Palestina. Francesca Albanese, speciaal VN-rapporteur voor de mensenrechten in de Palestijnse gebieden, pleitte er voor maatregelen om de genocide in Gaza te stoppen.